# Paul Benjamin (Schauspieler)
Paul Benjamin (* Februar 1938 in Pelion, South Carolina; † 28. Juni 2019 in Los Angeles) war ein US-amerikanischer Schauspieler, dessen Karriere über fünf Jahrzehnte dauerte. Er trat seit den späten 1960er Jahren in dutzenden Filmen und Fernsehshows auf.

## Leben
Paul Benjamin kam 1938 als Sohn des Baptistenpredigers Faris Benjamin (1890–1950) und dessen Frau Rose Benjamin (1895–1940) zur Welt. Er war das jüngste von 12 Kindern. Nach dem Tode der Eltern ging er mit einem älteren Bruder nach Columbia. Dort besuchte er die C.A. Johnson High School und schrieb sich danach am Benedict College ein.
Um bei den Herbert Berghof Studios zu studieren, zog er nach New York. Seinen ersten Filmauftritt hatte er 1969 als Bartender in Asphalt-Cowboy. Nach kleineren Rollen u. a. in Der Anderson Clan von Sidney Lumet begann er hauptsächlich für das Fernsehen zu arbeiten. So spielte er die Hauptrolle in Barry Shears Across 110th Street sowie Nebenrollen in The Death Trackers und The Education of Sonny Carson.
Paul Benjamin starb 2019 in Los Angeles. Er wurde 81 Jahre alt.

## Filmografie (Auswahl)

### Kino
- 1969: Asphalt-Cowboy (Midnight Cowboy)
- 1971: Der Anderson-Clan (The Anderson Tapes)
- 1975: Friday Foster
- 1979: Flucht von Alcatraz (Escape from Alcatraz)
- 1987: Nuts… Durchgedreht (Nuts)
- 1989: Do the Right Thing
- 1989: Pink Cadillac
- 1991: Ein Vermieter zum Knutschen (The Super)
- 1997: Harlem, N.Y.C. – Der Preis der Macht (Hoodlum)
- 1997: Rosewood Burning
- 2005: Back in the Day
- 2003: Station Agent (The Station Agent)

### Fernsehen
Jeweils eine Folge, wenn nicht anders angegeben
- 1975: Make-Up und Pistolen (Police Woman)
- 1975: Friendly Persuasion
- 1975: Starsky und Hutch (Starsky & Hutch)
- 1976: Serpico
- 1977: Einsatz in Manhattan (Kojak)
- 1987, 1988: Nachtstreife (Night Heat) (2 Folgen)
- 1989: In der Hitze der Nacht (In the Heat of  the Night)
- 1992: Zurück auf die Straßen von San Francisco (Back to the Streets of San Francisco)
- 1993: Unter der Sonne Kaliforniens (Knots Landing) (2 Folgen)
- 1994–2002: Emergency Room – Die Notaufnahme (ER) (3 Folgen)
- 1995: New York Undercover
- 1998: Last Rites – Sakrament für einen Mörder (Last Rites)
- 2001: Angel – Jäger der Finsternis (Angel)
- 2002: American Masters
- 2003:  Law & Order
- 2004: The Shield – Gesetz der Gewalt (The Shield)